# Sant Pere de Riudebitlles
Pour les articles homonymes, voir Sant Pere.
Sant Pere de Riudebitlles est une commune de la province de Barcelone, en Catalogne, en Espagne, de la comarque d'Alt Penedès